# Tour de Sibiu 2019
La 9.ª edición de la competición ciclista Tour de Sibiu fue una carrera de ciclismo en ruta por etapas que se celebró entre el 3 y el 7 de julio de 2019 en Rumania, con inicio y final en la ciudad de Sibiu sobre un recorrido de 686,5 kilómetros.
La carrera formó parte del UCI Europe Tour 2019 dentro de la categoría UCI 2.1. El vencedor final fue el costarricense Kevin Rivera del Androni Giocattoli-Sidermec seguido del colombiano Daniel Muñoz, compañero de equipo del ganador, y el croata Radoslav Rogina del Adria Mobil.

## Equipos participantes
Tomaron parte en la carrera 19 equipos: 2 de categoría Profesional Continental; 15 de categoría Continental y 2 selecciones nacionales, formando así un pelotón de 105 ciclistas de los que acabaron 78. Los equipos participantes fueron:
| Equipos continentales profesionales (2)- Androni Giocattoli-Sidermec - Gazprom-RusVelo Equipos continentales (15)- Team Novak - Giotti Victoria-Palomar - Monkey Town-à Bloc CT - CCC Development Team - Pannon - Akros-Thömus - Elkov-Author - Adria Mobil - Cycling Team Friuli - Sangemini-Trevigiani-MG.Kvis - Massi Vivo-Grupo Oresy - D'Amico-UM Tools - 303Project - Lokosphinx - Amore & Vita-Prodir Equipos nacionales (2)- Rumania - Ucrania |
| |

## Recorrido
El Tour de Sibiu dispuso de cinco etapas para un recorrido total de 686,5 kilómetros.
| Etapa     | Fecha    | Recorrido          | type                    | Distancia (km) | Ganador              | Líder        |
| --------- | -------- | ------------------ | ----------------------- | -------------- | -------------------- | ------------ |
| Prólogo   | 3 de jul | Sibiu – Sibiu      | contrarreloj individual | 2,5            | Ivar Slik            | Ivar Slik    |
| 1.ª etapa | 4 de jul | Sibiu – Sibiu      | etapa de media montaña  | 191,8          | Justin Paroz         | Justin Paroz |
| 2.ª etapa | 5 de jul | Sibiu – Lago Bâlea | etapa de montaña        | 163,3          | Kevin Rivera         | Kevin Rivera |
| 3.ª etapa | 6 de jul | Sibiu – Păltiniș   | etapa de montaña        | 159,4          | Marco Tizza          | Kevin Rivera |
| 4.ª etapa | 7 de jul | Sibiu – Sibiu      | etapa escarpada         | 169,5          | Riccardo Stacchiotti | Kevin Rivera |

## Desarrollo de la carrera

### Prólogo
| Sibiu - Sibiu | contrarreloj individual | (2,5 km) |

| \| Clasificación de la etapa \| Clasificación de la etapa \| Clasificación de la etapa \| Clasificación de la etapa \| Clasificación de la etapa \| \| Ciclista \| Ciclista \| Equipo \| Tiempo \| \| \| ------------------------- \| ------------------------- \| --------------------------- \| ------------------------- \| ------------------------- \| \| 1.º \| Ivar Slik \| Monkey Town-À Bloc CT \| 3 min 26 s \| \| \| 2.º \| Riccardo Stacchiotti \| Giotti Victoria-Palomar \| + 2 s \| \| \| 3.º \| Matteo Pelucchi \| Androni Giocattoli-Sidermec \| + 3 s \| \| \| 4.º \| Antoine Aebi \| Akros-Thömus \| + 4 s \| \| \| 5.º \| Joel Suter \| Akros-Thömus \| + 4 s \| \| \| 6.º \| Nico Selenati \| Akros-Thömus \| + 4 s \| \| \| 7.º \| Rick Pluimers \| Monkey Town-À Bloc CT \| + 5 s \| \| \| 8.º \| Mel Van Der Veekens \| Monkey Town-À Bloc CT \| + 7 s \| \| \| 9.º \| František Sisr \| Elkov-Author \| + 7 s \| \| \| 10.º \| Michael Kukrle \| Elkov-Author \| + 7 s \| \| |                      |                             |            |
| |                      |                             |            |
| |                      |                             |            |
| Clasificación de la etapa |                      |                             |            |
| Ciclista | Ciclista             | Equipo                      | Tiempo     |
| 1.º | Ivar Slik            | Monkey Town-À Bloc CT       | 3 min 26 s |
| 2.º | Riccardo Stacchiotti | Giotti Victoria-Palomar     | + 2 s      |
| 3.º | Matteo Pelucchi      | Androni Giocattoli-Sidermec | + 3 s      |
| 4.º | Antoine Aebi         | Akros-Thömus                | + 4 s      |
| 5.º | Joel Suter           | Akros-Thömus                | + 4 s      |
| 6.º | Nico Selenati        | Akros-Thömus                | + 4 s      |
| 7.º | Rick Pluimers        | Monkey Town-À Bloc CT       | + 5 s      |
| 8.º | Mel Van Der Veekens  | Monkey Town-À Bloc CT       | + 7 s      |
| 9.º | František Sisr       | Elkov-Author                | + 7 s      |
| 10.º | Michael Kukrle       | Elkov-Author                | + 7 s      |

| \| Clasificación general \| Clasificación general \| Clasificación general \| Clasificación general \| Clasificación general \| \| Ciclista \| Ciclista \| Equipo \| Tiempo \| \| \| --------------------- \| --------------------- \| --------------------------- \| --------------------- \| --------------------- \| \| 1.º \| Ivar Slik \| Monkey Town-À Bloc CT \| 3 min 26 s \| \| \| 2.º \| Riccardo Stacchiotti \| Giotti Victoria-Palomar \| + 2 s \| \| \| 3.º \| Matteo Pelucchi \| Androni Giocattoli-Sidermec \| + 3 s \| \| \| 4.º \| Antoine Aebi \| Akros-Thömus \| + 4 s \| \| \| 5.º \| Joel Suter \| Akros-Thömus \| + 4 s \| \| \| 6.º \| Nico Selenati \| Akros-Thömus \| + 4 s \| \| \| 7.º \| Rick Pluimers \| Monkey Town-À Bloc CT \| + 5 s \| \| \| 8.º \| Mel Van Der Veekens \| Monkey Town-À Bloc CT \| + 7 s \| \| \| 9.º \| František Sisr \| Elkov-Author \| + 7 s \| \| \| 10.º \| Michael Kukrle \| Elkov-Author \| + 7 s \| \| |                      |                             |            |
| |                      |                             |            |
| |                      |                             |            |
| Clasificación general |                      |                             |            |
| Ciclista | Ciclista             | Equipo                      | Tiempo     |
| 1.º | Ivar Slik            | Monkey Town-À Bloc CT       | 3 min 26 s |
| 2.º | Riccardo Stacchiotti | Giotti Victoria-Palomar     | + 2 s      |
| 3.º | Matteo Pelucchi      | Androni Giocattoli-Sidermec | + 3 s      |
| 4.º | Antoine Aebi         | Akros-Thömus                | + 4 s      |
| 5.º | Joel Suter           | Akros-Thömus                | + 4 s      |
| 6.º | Nico Selenati        | Akros-Thömus                | + 4 s      |
| 7.º | Rick Pluimers        | Monkey Town-À Bloc CT       | + 5 s      |
| 8.º | Mel Van Der Veekens  | Monkey Town-À Bloc CT       | + 7 s      |
| 9.º | František Sisr       | Elkov-Author                | + 7 s      |
| 10.º | Michael Kukrle       | Elkov-Author                | + 7 s      |

### 1.ª etapa
| Sibiu - Sibiu | etapa de media montaña | (191,8 km) |

| \| Clasificación de la etapa \| Clasificación de la etapa \| Clasificación de la etapa \| Clasificación de la etapa \| Clasificación de la etapa \| \| Ciclista \| Ciclista \| Equipo \| Tiempo \| \| \| ------------------------- \| ------------------------- \| ---------------------------- \| ------------------------- \| ------------------------- \| \| 1.º \| Justin Paroz \| Akros-Thömus \| 4 h 46 min 27 s \| \| \| 2.º \| Aleksandr Smirnov \| Lokosphinx \| + 1 min 50 s \| \| \| 3.º \| Paolo Totò \| Sangemini-Trevigiani-MG.Kvis \| + 1 min 50 s \| \| \| 4.º \| Nico Selenati \| Akros-Thömus \| + 1 min 50 s \| \| \| 5.º \| František Sisr \| Elkov-Author \| + 1 min 50 s \| \| \| 6.º \| Michał Paluta \| CCC Development \| + 1 min 50 s \| \| \| 7.º \| Dominik Neumann \| Elkov-Author \| + 1 min 50 s \| \| \| 8.º \| Jacopo Mosca \| D'Amico UM Tools \| + 1 min 50 s \| \| \| 9.º \| Pierpaolo Ficara \| Amore & Vita-Prodir \| + 1 min 50 s \| \| \| 10.º \| Michal Schlegel \| Elkov-Author \| + 1 min 50 s \| \| |                   |                              |                 |
| |                   |                              |                 |
| |                   |                              |                 |
| Clasificación de la etapa |                   |                              |                 |
| Ciclista | Ciclista          | Equipo                       | Tiempo          |
| 1.º | Justin Paroz      | Akros-Thömus                 | 4 h 46 min 27 s |
| 2.º | Aleksandr Smirnov | Lokosphinx                   | + 1 min 50 s    |
| 3.º | Paolo Totò        | Sangemini-Trevigiani-MG.Kvis | + 1 min 50 s    |
| 4.º | Nico Selenati     | Akros-Thömus                 | + 1 min 50 s    |
| 5.º | František Sisr    | Elkov-Author                 | + 1 min 50 s    |
| 6.º | Michał Paluta     | CCC Development              | + 1 min 50 s    |
| 7.º | Dominik Neumann   | Elkov-Author                 | + 1 min 50 s    |
| 8.º | Jacopo Mosca      | D'Amico UM Tools             | + 1 min 50 s    |
| 9.º | Pierpaolo Ficara  | Amore & Vita-Prodir          | + 1 min 50 s    |
| 10.º | Michal Schlegel   | Elkov-Author                 | + 1 min 50 s    |

| \| Clasificación general \| Clasificación general \| Clasificación general \| Clasificación general \| Clasificación general \| \| Ciclista \| Ciclista \| Equipo \| Tiempo \| \| \| --------------------- \| --------------------- \| --------------------------- \| --------------------- \| --------------------- \| \| 1.º \| Justin Paroz \| Akros-Thömus \| 4 h 49 min 53 s \| \| \| 2.º \| Riccardo Stacchiotti \| Giotti Victoria-Palomar \| + 1 min 48 s \| \| \| 3.º \| Ivar Slik \| Monkey Town-À Bloc CT \| + 1 min 50 s \| \| \| 4.º \| Joel Suter \| Akros-Thömus \| + 1 min 52 s \| \| \| 5.º \| Nico Selenati \| Akros-Thömus \| + 1 min 52 s \| \| \| 6.º \| Matteo Pelucchi \| Androni Giocattoli-Sidermec \| + 1 min 53 s \| \| \| 7.º \| Antoine Aebi \| Akros-Thömus \| + 1 min 54 s \| \| \| 8.º \| Rick Pluimers \| Monkey Town-À Bloc CT \| + 1 min 55 s \| \| \| 9.º \| Mel Van Der Veekens \| Monkey Town-À Bloc CT \| + 1 min 57 s \| \| \| 10.º \| František Sisr \| Elkov-Author \| + 1 min 57 s \| \| |                      |                             |                 |
| |                      |                             |                 |
| |                      |                             |                 |
| Clasificación general |                      |                             |                 |
| Ciclista | Ciclista             | Equipo                      | Tiempo          |
| 1.º | Justin Paroz         | Akros-Thömus                | 4 h 49 min 53 s |
| 2.º | Riccardo Stacchiotti | Giotti Victoria-Palomar     | + 1 min 48 s    |
| 3.º | Ivar Slik            | Monkey Town-À Bloc CT       | + 1 min 50 s    |
| 4.º | Joel Suter           | Akros-Thömus                | + 1 min 52 s    |
| 5.º | Nico Selenati        | Akros-Thömus                | + 1 min 52 s    |
| 6.º | Matteo Pelucchi      | Androni Giocattoli-Sidermec | + 1 min 53 s    |
| 7.º | Antoine Aebi         | Akros-Thömus                | + 1 min 54 s    |
| 8.º | Rick Pluimers        | Monkey Town-À Bloc CT       | + 1 min 55 s    |
| 9.º | Mel Van Der Veekens  | Monkey Town-À Bloc CT       | + 1 min 57 s    |
| 10.º | František Sisr       | Elkov-Author                | + 1 min 57 s    |

### 2.ª etapa
| Sibiu - Lago Bâlea | etapa de montaña | (163,3 km) |

| \| Clasificación de la etapa \| Clasificación de la etapa \| Clasificación de la etapa \| Clasificación de la etapa \| Clasificación de la etapa \| \| Ciclista \| Ciclista \| Equipo \| Tiempo \| \| \| ------------------------- \| ------------------------- \| --------------------------- \| ------------------------- \| ------------------------- \| \| 1.º \| Kevin Rivera \| Androni Giocattoli-Sidermec \| 4 h 28 min 23 s \| \| \| 2.º \| Daniel Muñoz \| Androni Giocattoli-Sidermec \| + 5 s \| \| \| 3.º \| Radoslav Rogina \| Adria Mobil \| + 5 s \| \| \| 4.º \| Serghei Țvetcov \| Floyd's Pro Cycling \| + 40 s \| \| \| 5.º \| Ildar Arslanov \| Gazprom-RusVelo \| + 40 s \| \| \| 6.º \| Pierpaolo Ficara \| Amore & Vita-Prodir \| + 45 s \| \| \| 7.º \| Michal Schlegel \| Elkov-Author \| + 48 s \| \| \| 8.º \| Mattia Bais \| Cycling Team Friuli \| + 48 s \| \| \| 9.º \| Danilo Celano \| Amore & Vita-Prodir \| + 1 min 08 s \| \| \| 10.º \| Marco Tizza \| Amore & Vita-Prodir \| + 1 min 15 s \| \| |                  |                             |                 |
| |                  |                             |                 |
| |                  |                             |                 |
| Clasificación de la etapa |                  |                             |                 |
| Ciclista | Ciclista         | Equipo                      | Tiempo          |
| 1.º | Kevin Rivera     | Androni Giocattoli-Sidermec | 4 h 28 min 23 s |
| 2.º | Daniel Muñoz     | Androni Giocattoli-Sidermec | + 5 s           |
| 3.º | Radoslav Rogina  | Adria Mobil                 | + 5 s           |
| 4.º | Serghei Țvetcov  | Floyd's Pro Cycling         | + 40 s          |
| 5.º | Ildar Arslanov   | Gazprom-RusVelo             | + 40 s          |
| 6.º | Pierpaolo Ficara | Amore & Vita-Prodir         | + 45 s          |
| 7.º | Michal Schlegel  | Elkov-Author                | + 48 s          |
| 8.º | Mattia Bais      | Cycling Team Friuli         | + 48 s          |
| 9.º | Danilo Celano    | Amore & Vita-Prodir         | + 1 min 08 s    |
| 10.º | Marco Tizza      | Amore & Vita-Prodir         | + 1 min 15 s    |

| \| Clasificación general \| Clasificación general \| Clasificación general \| Clasificación general \| Clasificación general \| \| Ciclista \| Ciclista \| Equipo \| Tiempo \| \| \| --------------------- \| --------------------- \| --------------------------- \| --------------------- \| --------------------- \| \| 1.º \| Kevin Rivera \| Androni Giocattoli-Sidermec \| 9 h 20 min 17 s \| \| \| 2.º \| Daniel Muñoz \| Androni Giocattoli-Sidermec \| + 17 s \| \| \| 3.º \| Justin Paroz \| Akros-Thömus \| + 24 s \| \| \| 4.º \| Radoslav Rogina \| Adria Mobil \| + 41 s \| \| \| 5.º \| Serghei Țvetcov \| Floyd's Pro Cycling \| + 42 s \| \| \| 6.º \| Ildar Arslanov \| Gazprom-RusVelo \| + 43 s \| \| \| 7.º \| Pierpaolo Ficara \| Amore & Vita-Prodir \| + 50 s \| \| \| 8.º \| Michal Schlegel \| Elkov-Author \| + 53 s \| \| \| 9.º \| Mattia Bais \| Cycling Team Friuli \| + 1 min 00 s \| \| \| 10.º \| Alessandro Bisolti \| Androni Giocattoli-Sidermec \| + 1 min 18 s \| \| |                    |                             |                 |
| |                    |                             |                 |
| |                    |                             |                 |
| Clasificación general |                    |                             |                 |
| Ciclista | Ciclista           | Equipo                      | Tiempo          |
| 1.º | Kevin Rivera       | Androni Giocattoli-Sidermec | 9 h 20 min 17 s |
| 2.º | Daniel Muñoz       | Androni Giocattoli-Sidermec | + 17 s          |
| 3.º | Justin Paroz       | Akros-Thömus                | + 24 s          |
| 4.º | Radoslav Rogina    | Adria Mobil                 | + 41 s          |
| 5.º | Serghei Țvetcov    | Floyd's Pro Cycling         | + 42 s          |
| 6.º | Ildar Arslanov     | Gazprom-RusVelo             | + 43 s          |
| 7.º | Pierpaolo Ficara   | Amore & Vita-Prodir         | + 50 s          |
| 8.º | Michal Schlegel    | Elkov-Author                | + 53 s          |
| 9.º | Mattia Bais        | Cycling Team Friuli         | + 1 min 00 s    |
| 10.º | Alessandro Bisolti | Androni Giocattoli-Sidermec | + 1 min 18 s    |

### 3.ª etapa
| Sibiu - Păltiniș | etapa de montaña | (159,4 km) |

| \| Clasificación de la etapa \| Clasificación de la etapa \| Clasificación de la etapa \| Clasificación de la etapa \| Clasificación de la etapa \| \| Ciclista \| Ciclista \| Equipo \| Tiempo \| \| \| ------------------------- \| ------------------------- \| --------------------------- \| ------------------------- \| ------------------------- \| \| 1.º \| Marco Tizza \| Amore & Vita-Prodir \| 4 h 16 min 04 s \| \| \| 2.º \| Attila Valter \| CCC Development \| + 0 s \| \| \| 3.º \| Michal Schlegel \| Elkov-Author \| + 5 s \| \| \| 4.º \| Mattia Bais \| Cycling Team Friuli \| + 4 s \| \| \| 5.º \| Daniel Muñoz \| Androni Giocattoli-Sidermec \| + 9 s \| \| \| 6.º \| Kevin Rivera \| Androni Giocattoli-Sidermec \| + 9 s \| \| \| 7.º \| Ildar Arslanov \| Gazprom-RusVelo \| + 9 s \| \| \| 8.º \| Radoslav Rogina \| Adria Mobil \| + 9 s \| \| \| 9.º \| Pierpaolo Ficara \| Amore & Vita-Prodir \| + 9 s \| \| \| 10.º \| Serghei Țvetcov \| Floyd's Pro Cycling \| + 9 s \| \| |                  |                             |                 |
| |                  |                             |                 |
| |                  |                             |                 |
| Clasificación de la etapa |                  |                             |                 |
| Ciclista | Ciclista         | Equipo                      | Tiempo          |
| 1.º | Marco Tizza      | Amore & Vita-Prodir         | 4 h 16 min 04 s |
| 2.º | Attila Valter    | CCC Development             | + 0 s           |
| 3.º | Michal Schlegel  | Elkov-Author                | + 5 s           |
| 4.º | Mattia Bais      | Cycling Team Friuli         | + 4 s           |
| 5.º | Daniel Muñoz     | Androni Giocattoli-Sidermec | + 9 s           |
| 6.º | Kevin Rivera     | Androni Giocattoli-Sidermec | + 9 s           |
| 7.º | Ildar Arslanov   | Gazprom-RusVelo             | + 9 s           |
| 8.º | Radoslav Rogina  | Adria Mobil                 | + 9 s           |
| 9.º | Pierpaolo Ficara | Amore & Vita-Prodir         | + 9 s           |
| 10.º | Serghei Țvetcov  | Floyd's Pro Cycling         | + 9 s           |

| \| Clasificación general \| Clasificación general \| Clasificación general \| Clasificación general \| Clasificación general \| \| Ciclista \| Ciclista \| Equipo \| Tiempo \| \| \| --------------------- \| --------------------- \| --------------------------- \| --------------------- \| --------------------- \| \| 1.º \| Kevin Rivera \| Androni Giocattoli-Sidermec \| 13 h 36 min 30 s \| \| \| 2.º \| Daniel Muñoz \| Androni Giocattoli-Sidermec \| + 17 s \| \| \| 3.º \| Radoslav Rogina \| Adria Mobil \| + 40 s \| \| \| 4.º \| Serghei Țvetcov \| Floyd's Pro Cycling \| + 42 s \| \| \| 5.º \| Ildar Arslanov \| Gazprom-RusVelo \| + 43 s \| \| \| 6.º \| Michal Schlegel \| Elkov-Author \| + 44 s \| \| \| 7.º \| Pierpaolo Ficara \| Amore & Vita-Prodir \| + 50 s \| \| \| 8.º \| Mattia Bais \| Cycling Team Friuli \| + 1 min 00 s \| \| \| 9.º \| Marco Tizza \| Amore & Vita-Prodir \| + 1 min 01 s \| \| \| 10.º \| Attila Valter \| CCC Development \| + 1 min 07 s \| \| |                  |                             |                  |
| |                  |                             |                  |
| |                  |                             |                  |
| Clasificación general |                  |                             |                  |
| Ciclista | Ciclista         | Equipo                      | Tiempo           |
| 1.º | Kevin Rivera     | Androni Giocattoli-Sidermec | 13 h 36 min 30 s |
| 2.º | Daniel Muñoz     | Androni Giocattoli-Sidermec | + 17 s           |
| 3.º | Radoslav Rogina  | Adria Mobil                 | + 40 s           |
| 4.º | Serghei Țvetcov  | Floyd's Pro Cycling         | + 42 s           |
| 5.º | Ildar Arslanov   | Gazprom-RusVelo             | + 43 s           |
| 6.º | Michal Schlegel  | Elkov-Author                | + 44 s           |
| 7.º | Pierpaolo Ficara | Amore & Vita-Prodir         | + 50 s           |
| 8.º | Mattia Bais      | Cycling Team Friuli         | + 1 min 00 s     |
| 9.º | Marco Tizza      | Amore & Vita-Prodir         | + 1 min 01 s     |
| 10.º | Attila Valter    | CCC Development             | + 1 min 07 s     |

### 4.ª etapa
| Sibiu - Sibiu | etapa escarpada | (169,5 km) |

| \| Clasificación de la etapa \| Clasificación de la etapa \| Clasificación de la etapa \| Clasificación de la etapa \| Clasificación de la etapa \| \| Ciclista \| Ciclista \| Equipo \| Tiempo \| \| \| ------------------------- \| ------------------------- \| ---------------------------- \| ------------------------- \| ------------------------- \| \| 1.º \| Riccardo Stacchiotti \| Giotti Victoria-Palomar \| 3 h 52 min 54 s \| \| \| 2.º \| Gašper Katrašnik \| Adria Mobil \| + 0 s \| \| \| 3.º \| František Sisr \| Elkov-Author \| + 0 s \| \| \| 4.º \| Michał Paluta \| CCC Development \| + 0 s \| \| \| 5.º \| Ivar Slik \| Monkey Town-À Bloc CT \| + 0 s \| \| \| 6.º \| Leonardo Bonifazio \| Sangemini-Trevigiani-MG.Kvis \| + 0 s \| \| \| 7.º \| Paolo Totò \| Sangemini-Trevigiani-MG.Kvis \| + 0 s \| \| \| 8.º \| Federico Burchio \| D'Amico UM Tools \| + 0 s \| \| \| 9.º \| Serguéi Shílov \| Gazprom-RusVelo \| + 0 s \| \| \| 10.º \| Nico Selenati \| Akros-Thömus \| + 0 s \| \| |                      |                              |                 |
| |                      |                              |                 |
| |                      |                              |                 |
| Clasificación de la etapa |                      |                              |                 |
| Ciclista | Ciclista             | Equipo                       | Tiempo          |
| 1.º | Riccardo Stacchiotti | Giotti Victoria-Palomar      | 3 h 52 min 54 s |
| 2.º | Gašper Katrašnik     | Adria Mobil                  | + 0 s           |
| 3.º | František Sisr       | Elkov-Author                 | + 0 s           |
| 4.º | Michał Paluta        | CCC Development              | + 0 s           |
| 5.º | Ivar Slik            | Monkey Town-À Bloc CT        | + 0 s           |
| 6.º | Leonardo Bonifazio   | Sangemini-Trevigiani-MG.Kvis | + 0 s           |
| 7.º | Paolo Totò           | Sangemini-Trevigiani-MG.Kvis | + 0 s           |
| 8.º | Federico Burchio     | D'Amico UM Tools             | + 0 s           |
| 9.º | Serguéi Shílov       | Gazprom-RusVelo              | + 0 s           |
| 10.º | Nico Selenati        | Akros-Thömus                 | + 0 s           |

## Clasificaciones finales
- Las clasificaciones finalizaron de la siguiente forma:[3]

### Clasificación general
| \| Clasificación general \| Clasificación general \| Clasificación general \| Clasificación general \| Clasificación general \| \| Ciclista \| Ciclista \| Equipo \| Tiempo \| \| \| --------------------- \| --------------------- \| --------------------------- \| --------------------- \| --------------------- \| \| 1.º \| Kevin Rivera \| Androni Giocattoli-Sidermec \| 17 h 29 min 24 s \| \| \| 2.º \| Daniel Muñoz \| Androni Giocattoli-Sidermec \| + 17 s \| \| \| 3.º \| Radoslav Rogina \| Adria Mobil \| + 39 s \| \| \| 4.º \| Ildar Arslanov \| Gazprom-RusVelo \| + 41 s \| \| \| 5.º \| Serghei Țvetcov \| Floyd's Pro Cycling \| + 42 s \| \| \| 6.º \| Michal Schlegel \| Elkov-Author \| + 44 s \| \| \| 7.º \| Pierpaolo Ficara \| Amore & Vita-Prodir \| + 50 s \| \| \| 8.º \| Mattia Bais \| Cycling Team Friuli \| + 1 min 00 s \| \| \| 9.º \| Marco Tizza \| Amore & Vita-Prodir \| + 1 min 01 s \| \| \| 10.º \| Attila Valter \| CCC Development \| + 1 min 07 s \| \| |                  |                             |                  |
| |                  |                             |                  |
| Fuente: ProCyclingStats |                  |                             |                  |
| Clasificación general |                  |                             |                  |
| Ciclista | Ciclista         | Equipo                      | Tiempo           |
| 1.º | Kevin Rivera     | Androni Giocattoli-Sidermec | 17 h 29 min 24 s |
| 2.º | Daniel Muñoz     | Androni Giocattoli-Sidermec | + 17 s           |
| 3.º | Radoslav Rogina  | Adria Mobil                 | + 39 s           |
| 4.º | Ildar Arslanov   | Gazprom-RusVelo             | + 41 s           |
| 5.º | Serghei Țvetcov  | Floyd's Pro Cycling         | + 42 s           |
| 6.º | Michal Schlegel  | Elkov-Author                | + 44 s           |
| 7.º | Pierpaolo Ficara | Amore & Vita-Prodir         | + 50 s           |
| 8.º | Mattia Bais      | Cycling Team Friuli         | + 1 min 00 s     |
| 9.º | Marco Tizza      | Amore & Vita-Prodir         | + 1 min 01 s     |
| 10.º | Attila Valter    | CCC Development             | + 1 min 07 s     |

### Clasificación de la montaña
| Clasificación de la montaña | Clasificación de la montaña | Clasificación de la montaña   | Clasificación de la montaña | Clasificación de la montaña |
| Ciclista                    | Ciclista                    | Equipo                        | Puntos                      |                             |
| --------------------------- | --------------------------- | ----------------------------- | --------------------------- | --------------------------- |
| 1.º                         | Daniel Muñoz                | Androni Giocattoli-Sidermec   | 23 pts                      |                             |
| 2.º                         | Kevin Rivera                | Androni Giocattoli-Sidermec   | 20 pts                      |                             |
| 3.º                         | Marco Tizza                 | Amore & Vita-Prodir           | 17 pts                      |                             |
| 4.º                         | Radoslav Rogina             | Adria Mobil                   | 16 pts                      |                             |
| 5.º                         | Dario Puccioni              | Sangemini-Trevigiani-MG.K Vis | 16 pts                      |                             |
| 6.º                         | Serghei Țvetcov             | Floyd's Pro Cycling           | 14 pts                      |                             |
| 7.º                         | Michal Schlegel             | Elkov-Author                  | 14 pts                      |                             |
| 8.º                         | Ildar Arslanov              | Gazprom-RusVelo               | 12 pts                      |                             |
| 9.º                         | Jon Božič                   | Adria Mobil                   | 12 pts                      |                             |
| 10.º                        | Mattia Bais                 | Cycling Team Friuli           | 11 pts                      |                             |

### Clasificación de los puntos
| Clasificación por puntos | Clasificación por puntos | Clasificación por puntos     | Clasificación por puntos | Clasificación por puntos |
| Ciclista                 | Ciclista                 | Equipo                       | Puntos                   |                          |
| ------------------------ | ------------------------ | ---------------------------- | ------------------------ | ------------------------ |
| 1.º                      | Riccardo Stacchiotti     | Giotti Victoria-Palomar      | 45 pts                   |                          |
| 2.º                      | Ivar Slik                | Monkey Town-À Bloc CT        | 40 pts                   |                          |
| 3.º                      | Marco Tizza              | Amore & Vita-Prodir          | 36 pts                   |                          |
| 4.º                      | Kevin Rivera             | Androni Giocattoli-Sidermec  | 35 pts                   |                          |
| 5.º                      | František Sisr           | Elkov-Author                 | 35 pts                   |                          |
| 6.º                      | Daniel Muñoz             | Androni Giocattoli-Sidermec  | 32 pts                   |                          |
| 7.º                      | Michal Schlegel          | Elkov-Author                 | 31 pts                   |                          |
| 8.º                      | Nico Selenati            | Akros-Thömus                 | 30 pts                   |                          |
| 9.º                      | Pierpaolo Ficara         | Amore & Vita-Prodir          | 28 pts                   |                          |
| 10.º                     | Paolo Totò               | Sangemini-Trevigiani-MG.Kvis | 26 pts                   |                          |

### Clasificación de los jóvenes
| Clasificación del mejor joven | Clasificación del mejor joven | Clasificación del mejor joven | Clasificación del mejor joven | Clasificación del mejor joven |
| Ciclista                      | Ciclista                      | Equipo                        | Tiempo                        |                               |
| ----------------------------- | ----------------------------- | ----------------------------- | ----------------------------- | ----------------------------- |
| 1.º                           | Kevin Rivera                  | Androni Giocattoli-Sidermec   | 17 h 29 min 24 s              |                               |
| 2.º                           | Attila Valter                 | CCC Development               | + 1 min 07 s                  |                               |
| 3.º                           | Fabio Mazzucco                | Sangemini-Trevigiani-MG.Kvis  | + 1 min 27 s                  |                               |
| 4.º                           | Filippo Zana                  | Sangemini-Trevigiani-MG.K Vis | + 1 min 32 s                  |                               |
| 5.º                           | Erik Fetter                   | Pannon                        | + 2 min 56 s                  |                               |
| 6.º                           | Emil Dima                     | Giotti Victoria-Palomar       | + 3 min 13 s                  |                               |
| 7.º                           | Denis Nekrasov                | Gazprom-RusVelo               | + 4 min 02 s                  |                               |
| 8.º                           | Savva Novikov                 | Lokosphinx                    | + 5 min 04 s                  |                               |
| 9.º                           | Yannis Voisard                | Akros-Thömus                  | + 9 min 59 s                  |                               |
| 10.º                          | Rick Pluimers                 | Monkey Town-À Bloc CT         | + 10 min 45 s                 |                               |

### Clasificación por equipos
| Clasificación por equipos | Clasificación por equipos    | Clasificación por equipos | Clasificación por equipos |
| Equipo                    | Equipo                       | Tiempo                    |                           |
| ------------------------- | ---------------------------- | ------------------------- | ------------------------- |
| 1.º                       | Androni Giocattoli-Sidermec  | 52 h 30 min 01 s          |                           |
| 2.º                       | Sangemini-Trevigiani-MG.Kvis | + 3 min 13 s              |                           |
| 3.º                       | Elkov-Author                 | + 6 min 59 s              |                           |
| 4.º                       | Amore & Vita-Prodir          | + 8 min 39 s              |                           |
| 5.º                       | CCC Development Team         | + 16 min 09 s             |                           |

## Evolución de las clasificaciones
| Etapa                   | Vencedor                | Clasificación general | Clasificación de la montaña | Clasificación de los puntos | Clasificación de los jóvenes | Clasificación por equipos   |
| ----------------------- | ----------------------- | --------------------- | --------------------------- | --------------------------- | ---------------------------- | --------------------------- |
| Prólogo                 | Ivar Slik               | Ivar Slik             | no se entregó               | Ivar Slik                   | Antoine Aebi                 | Monkey Town-A Block CT      |
| 1.ª                     | Justin Paroz            | Justin Paroz          | Justin Paroz                | Ivar Slik                   | Joel Suter                   | Akros-Thömus                |
| 2.ª                     | Kevin Rivera            | Kevin Rivera          | Kevin Rivera                | Ivar Slik                   | Kevin Rivera                 | Androni Giocattoli-Sidermec |
| 3.ª                     | Marco Tizza             | Kevin Rivera          | Kevin Rivera                | Kevin Rivera                | Kevin Rivera                 | Androni Giocattoli-Sidermec |
| 4.ª                     | Riccardo Stacchiotti    | Kevin Rivera          | Daniel Muñoz                | Riccardo Stacchiotti        | Kevin Rivera                 | Androni Giocattoli-Sidermec |
| Clasificaciones finales | Clasificaciones finales | Kevin Rivera          | Daniel Muñoz                | Riccardo Stacchiotti        | Kevin Rivera                 | Androni Giocattoli-Sidermec |

## UCI World Ranking
El Tour de Sibiu otorgó puntos para el UCI World Ranking para corredores de los equipos en las categorías UCI WorldTeam, Profesional Continental y Equipos Continentales. Las siguientes tablas son el baremo de puntuación y los 10 corredores que obtuvieron más puntos:
| Posición              | 1.º | 2.º | 3.º | 4.º | 5.º | 6.º | 7.º | 8.º | 9.º | 10.º | 11.º | 12.º | 13.º-15.º | 16.º-25.º |
| Clasificación general | 125 | 85  | 70  | 60  | 50  | 40  | 35  | 30  | 25  | 20   | 15   | 10   | 5         | 3         |
| Por etapa             | 14  | 5   | 3   |     |     |     |     |     |     |      |      |      |           |           |
| Líder                 | 3   |     |     |     |     |     |     |     |     |      |      |      |           |           |

| Clasificación |                  |                             |         |       |       |       |
| Posición      | Ciclista         | Equipo                      | General | Etapa | Líder | Total |
| ------------- | ---------------- | --------------------------- | ------- | ----- | ----- | ----- |
| 1.º           | Kevin Rivera     | Androni Giocattoli-Sidermec | 125     | 14    | 6     | 145   |
| 2.º           | Daniel Muñoz     | Androni Giocattoli-Sidermec | 85      | 5     | -     | 90    |
| 3.º           | Radoslav Rogina  | Adria Mobil                 | 70      | 3     | -     | 73    |
| 4.º           | Ildar Arslanov   | Gazprom-RusVelo             | 60      | -     | -     | 60    |
| 5.º           | Serghei Țvetcov  | Selección de Rumania        | 50      | -     | -     | 50    |
| 6.º           | Michal Schlegel  | Elkov-Author                | 40      | 3     | -     | 43    |
| 7.º           | Marco Tizza      | Amore & Vita-Prodir         | 25      | 14    | -     | 39    |
| 8.º           | Pierpaolo Ficara | Amore & Vita-Prodir         | 35      | -     | -     | 35    |
| 9.º           | Mattia Bais      | Friuli ASD                  | 30      | -     | -     | 30    |
| 10.º          | Attila Valter    | CCC Development             | 20      | 5     | -     | 25    |